# Сви смо ми једна партија
Сви смо ми једна партија представља мемоарски зборник радова револуционара и политичара Јована Веселинова (1906—1982) објављен у оквиру Едиције Војводина у борби. Мемоари се баве његовим ратним путем од бекства из сремскомитровачког затвора, августа 1941. до краја рата и говоре о људима и догађајима везаним за Народноослободилчаку борбу у Војводини. Прво издање објавио је 1971. Покрајински одбор СУБНОР Војводине, а друго допуњено издање 1980. удружени издавачи НИП „Сремске новине” из Сремске Митровице и Институт за историју из Новог Сада.
По мотивима овог дела Телевизија Нови Сад је 1981. снимила телевизијску серију База на Дунаву. Сценарио за серију написали су Властимир Радовановић и Арсен Диклић. Књига је преведена на мађарски (под називом Рађање аутономије Војводине, сећања) и румунски језик (у изворном наслову).
Друго допуњено издање штампано је у РОГД „Јован Поповић” у Београду у тиражу од 17.000 примерака.

## Опис
Књига се састоји из више кратких забелешки у којима аутор описује људе које је сретао и догађаје у којима је учествовао у току Народноослободилачке бробе у Војводини. У првом делу књиге Војводина и борба њених народа и народности дат је пресек главних процеса и токова Народноослободилачког рата, са посебним освртом на 1941. годину, тешкоће Народноослободилачког покрета током 1942. у Бачкој и Банату, напоре усмерене на сређивање стања у партијској организацији у Војводини и обнову Покрајинског комитета за Војводину 1943, као и рад на конституисању Војводине као аутономне покрајине након Другог заседања АВНОЈ-а. Други део књиге Народноослободилачки покрет у Војводини говори о ратном путу Јована Веселинова од формирања Фрушкогорског партизанског одреда, септембра 1941. до лета 1944. године. Овде се дају описи многих значајних догађаја — саветовања ОК КПЈ за Срем у Пећинцима (1941) и Сасама (1942), успостављања везе са Централним комитетом КПЈ, односима Срема са Славонијом и источном Босном, политичкој борби на обједињавању Народноослободилачког покрета и обнављању Покрајинског комитета, као и конститусању институција будуће покрајине Војводине на терену. Трећи део књиге У данима ослобођења дају наставак претходног дела и говоре о ослобођењу највећег дела Војводине, у јесен 1944, преласку Веселинова у Банат, а потом и у Нови Сад, као и његовом раду у Народноослободилачком фронту.
У четвртом делу књиге Срем и Сремци Веселинов пише о Народноослободилачкој борби у Срему износећи пресек главних догађаја од почетка устанка 1941. до ослобођења 1944. године. Пети део Сви смо ми једна партија састоји се од више мањих прича у којима се дају описи људи и догађаја из Срема. У овом делу даје опис бекства из сремскомитровачке казнионе, сусрет са првим фрушкогорским партизанима, боравка на Фрушкој гори, организацији штампарије Слободне војводине на Шушњаревом салашу у Сурдуку, првој акцији размене заробљеника са Немцима у лето 1943, сремским партизанским диверзантима, као и о личностима које је сретао — Чеки (Бошко Илић из Бешенова), Старом Вујадину (Иван Љубинковић из Голубинаца), Јоци Јапану (Јован Матић из Ирига), Миловану Богданову из Добринаца, Липићу (Славко Станковић из Јамене), Јови Слепом (Никола Дукић из Сурдука), народним херојима Јанку Чмелику и Слободану Бајићу Паји.
Шести део под називом Из предратног револуционарног рада састоји се од неколико исечака из предратног живота и рада Јована Веселинова, као и његових сабораца из тог времена. Овде се даје опис његовог револуционарног рада у Смедереву и Београду, осврт на живот и рад Филипа Филиповића, повратку из Москве у Југославију, као и сећању на Лазара Блажића „Лазу Социјалисту” из Кумана и револуционара Жарка Зрењанина. Последњи седми део Слобода и револуционарне традиције НОБ састоји се од три сачувана говора које је одржао — приликом откривања споменика у фрушкогорском селу Раковац 4. јула 1972; прослави тридесете годишњице оснивања Прве војвођанске бригаде у Новом Саду 15. априла 1973. и облежавању тридесетпете годишњице формирања Фрушкогорског партизанског одреда на Летенци на Фрушкој гори 3. октобра 1976. године.

## Назив
Према тврдњи аутора, назив књиге је узет по пароли Сви смо једна партија, која је у току 1941. произишла из народа и представљала синоним за јединство Народноослободилачког покрета у Срему. Око настанка саме пароле постојале су различите верзије — према једној ову паролу су фрушкогорски сељаци добацили Станку Пауновићу, према другој Јовану Трајковићу, а према трћој Слободан Бајићу. Ипак за опис настанка пароле, Веселинов се одлучио за догађај из јесени 1941. када су Јован Трајковић и Марко Перичин Камењар дошли у Јазак да обиђу борце Фрушкогорског одреда, а истовремено да Трајковић одржи састанак са партијском организацијом. Сава Кекић, секретар партијске ћелије, имао је задатак да увече на састанку окупи само чланове партије, али се исте вечери на зборном месту појавило преко стотину људи из села. Видевши огромну масу света, Трајковић се изненадио и питао како се окупио толики народ. Кекић му је објаснио да је сада немогуће издвојити само чланове КПЈ и да сви мештани желе да чују шта има да каже. Док су они разговарали, неко од присутних, схвативши о чему се ради се обратио Трајковићу — „Зашто не почињете? Сви ми хоћемо да чујемо друга са цвикерима. Зашто нас расподељујете тамо и овамо и шта ја знам. Сви смо ми исти. Сви смо ми једна партија”.